# Эйжвертиня, Анна
Анна Эйжвертиня (латыш. Anna Eižvertiņa; 29 января 1945 — 20 ноября 2024) — советский и латвийский театральный режиссёр и педагог.

## Биография
Анна Эйжвертиня родилась 29 января 1945 года в Цесисе в рабочей семье.
Училась в 1-й Цесисской средней школе (1963) и в Рижском техникуме работников культуры и образования. Окончила Государственный институт театрального искусства в Москве (1975). В 1977—1980 училась в аспирантуре ГИТИСа.
Работала режиссёром Лиепайского театра (1975—1977), членом редакционной коллегии репертуарного управления Министерства культуры Латвийской ССР (1980—1988), режиссёром Даугавпилсского театра (с 1989). Основала Рижский Малый театр (1990) и независимый театр «Скатуве» (1991). С 1991 года главный режиссёр и художественный руководитель последнего.
В качестве приглашённого режиссёра поставила пьесу «Кошки-мышки» венгерского драматурга Иштвана Эркеня на сцене Государственного Финского драматического театра в Петрозаводске (1975).
С 1975 года начала преподавательскую деятельность, работала со студентами второй студии Лиепайского театра, преподавала в Народной студии киноактёра Рижской киностудии (1983—1986), была педагогом в классе актёрского мастерства Латвийской музыкальной академии (1988—1993), педагогом в Латвийской академии культуры (с 1993). В качестве педагога-консультанта принимала участие в съёмках фильмов на Рижской киностудии.
Сыграла эпизодическую роль в фильме режиссёра Петериса Крылова «Моя семья» и роль матери главной героини в фильме режиссёра Дзидры Ритенберги «Вальс длиною в жизнь».

## Творчество

### Режиссёрские работы

#### Лиепайский театр
- 1975 — «Двое на качелях» Уильяма Гибсона
- 1976 — «Чао!» Жильбера Соважона
- 1977 — «Моя прекрасная леди» мюзикл Фредерика Лоу по мотивам пьесы Бернарда Шоу «Пигмалион»

#### Даугавпилсский театр
- 1992 — «Перикл» Уильяма Шекспира
- 1994 — «Двойное непостоянство» Пьера Мариво

#### Скатуве
- 1994 — «Амфитрион» Мольера
- 1996 — «Непорочный марьяж» Тадеуша Ружевича
- 1996 — «Вечерний коктейль» Томаса Элиота
- 1997 — «Дон Жуан и Фауст» Кристиана Дитриха Граббе
- 1998 — «Цимбелин» Уильяма Шекспира
- 2002 — «Полуденный раздел» Поля Клоделя
- 2004 — «Кроткая» по повести Ф. М. Достоевского
- 2005 — «Романтики» Эдмона Ростана